# Discografia de Projota
A discografia de Projota, um rapper brasileiro, compreende quatro álbuns de estúdio, três álbuns ao vivo, um extended play (EP), quatro mixtapes e um DVD. Em 10 de agosto de 2009 faz sua estreia no cenário musical com o EP Carta aos Meus. Em 2010 lançou sua primeira mixtape, Projeção, com 19 faixas. A segunda mixtape veio em 19 de fevereiro de 2011, chamada Projeção pra Elas, com faixas mais românticas românticas. Em 27 de julho do mesmo ano sob o título de Não Há Lugar Melhor no Mundo que o Nosso Lugar. Em 10 de abril de 2012 lança seu primeiro álbum de vídeo e DVD, Realizando Sonhos, gravado em Curitiba.
Em 11 de abril de 2013 lança sua quarta mixtape Muita Luz, que trouxe sua primeira faixa de sucesso nacional, "Mulher". Em 4 de novembro de 2014, contratado pela Universal, intitulado Foco, Força e Fé. O álbum trouxe quinze faixas e lançou três faixas de sucesso nacional: "Enquanto Você Dormia", "O Homem Que Não Tinha Nada", com a participação de Negra Li, e "Elas Gostam Assim", com a participação de Marcelo D2.

## Álbuns

### Álbuns de estúdio
| Álbum                           | Detalhes                                                                                          | Vendas      |
| ------------------------------- | ------------------------------------------------------------------------------------------------- | ----------- |
| Foco, Força e Fé                | - Lançamento: 4 de novembro de 2014 - Formatos: CD, download digital - Gravadora: Universal Music | - : 20.000  |
| A Milenar Arte de Meter o Louco | - Lançamento: 28 de julho de 2017 - Formatos: CD, download digital - Gravadora: Universal Music   |             |
| Tributo aos Sonhadores I        | - Lançamento: 26 de abril de 2019 - Formatos: CD, download digital - Gravadora: Universal Music   | - PMB: Ouro |
| Tempestade Numa Gota D'Água     | - Lançamento: 5 de novembro de 2020 - Formatos: CD, download digital - Gravadora: Universal Music |             |

### Álbuns ao vivo
| Álbum                                                               | Detalhes                                                                                              | Vendas     | Certificações |
| ------------------------------------------------------------------- | --- | ---------- | ------------- |
| Realizando Sonhos                                                   | - Lançamento: 10 de abril de 2012 - Formatos: CD, download digital - Gravadora: Independente          | - : 13.000 |               |
| 3 Temores in Concert ao Vivo no Estúdio Emme (com Emicida e Rashid) | - Lançamento: 17 de agosto de 2012 - Formatos: CD, download digital - Gravadora: Laboratório Fantasma |            |               |
| 3Fs ao Vivo                                                         | - Lançamento: 27 de maio de 2016 - Formatos: CD, download digital - Gravadora: Universal Music        | - : 25.000 | - PMB: Ouro   |
| AMADMOL ao Vivo                                                     | - Lançamento: 16 de abril de 2021 - Formatos: CD, download digital - Gravadora: Universal Music       |            |               |

### EPs
| Álbum                       | Detalhes                                                                                       |
| --------------------------- | ---------------------------------------------------------------------------------------------- |
| Carta aos Meus              | - Lançamento: 10 de agosto de 2009 - Formatos: EP, download digital - Gravadora: Independente  |
| Tempestade Numa Gota D'Água | - Lançamento: 22 de maio de 2020 - Formatos: EP, download digital - Gravadora: Universal Music |

### Mixtapes
| Álbum                                          | Detalhes                                                                                         | Vendas                 |
| ---------------------------------------------- | ------------------------------------------------------------------------------------------------ | ---------------------- |
| Projeção                                       | - Lançamento: 19 de setembro de 2010 - Formatos: CD, download digital - Gravadora: Independente  | - : 50.000 (unificado) |
| Projeção pra Elas                              | - Lançamento: 19 de fevereiro de 2011 - Formatos: CD, download digital - Gravadora: Independente | - : 50.000 (unificado) |
| Não Há Lugar Melhor no Mundo Que o Nosso Lugar | - Lançamento: 27 de julho de 2011 - Formatos: CD, download digital - Gravadora: Independente     | - : 50.000 (unificado) |
| Muita Luz                                      | - Lançamento: 11 de abril de 2013 - Formatos: CD, download digital - Gravadora: Independente     | - : 50.000 (unificado) |

### Álbuns de vídeo
| Álbum             | Detalhes                                                                                         |
| ----------------- | ------------------------------------------------------------------------------------------------ |
| Realizando Sonhos | - Lançamento: 10 de abril de 2012 - Formatos: DVD, download digital - Gravadora: Independente    |
| 3Fs ao Vivo       | - Lançamento: 27 de maio de 2016 - Formatos: DVD, download digital - Gravadora: Universal Music  |
| AMADMOL ao Vivo   | - Lançamento: 16 de abril de 2021 - Formatos: DVD, download digital - Gravadora: Universal Music |

## Singles

### Como artista principal
| Título                                                                          | Ano  | Melhores posições | Certificações | Álbum                                          |
| Título                                                                          | Ano  | BRA               | Certificações | Álbum                                          |
| ------------------------------------------------------------------------------- | ---- | ----------------- | ------------- | ---------------------------------------------- |
| "Acabou"                                                                        | 2008 | —                 |               | Projeção                                       |
| "Véia"                                                                          | 2009 | —                 |               | Carta aos Meus                                 |
| "Pelo Amor"                                                                     | 2010 | —                 |               | Projeção                                       |
| "Samurai" (part. Terra Preta)                                                   | 2010 | —                 |               | Projeção                                       |
| "Chuva de Novembro"                                                             | 2010 | —                 |               | Projeção                                       |
| "Muleque Doido"                                                                 | 2010 | —                 |               | Projeção pra Elas                              |
| "Guerreira"                                                                     | 2011 | —                 |               | Projeção pra Elas                              |
| "Nova Ordem" (com Rashid e Emicida)                                             | 2011 | —                 |               | 3 Temores in Concert ao Vivo no Estúdio Emme   |
| "64 Linhas"                                                                     | 2011 | —                 |               | Não Há Lugar Melhor no Mundo Que o Nosso Lugar |
| "Mais do Que Pegadas"                                                           | 2011 | —                 |               | Não Há Lugar Melhor no Mundo Que o Nosso Lugar |
| "Pode Se Envolver"                                                              | 2011 | —                 |               | Não Há Lugar Melhor no Mundo Que o Nosso Lugar |
| "O Suficiente"                                                                  | 2012 | —                 |               | Não adicionado à nenhum álbum                  |
| "Vale a Pena"                                                                   | 2012 | —                 |               | Realizando Sonhos                              |
| "Desci a Ladeira"                                                               | 2013 | —                 |               | Não Há Lugar Melhor no Mundo que o Nosso Lugar |
| "Muita Luz"                                                                     | 2013 | —                 |               | Muita Luz                                      |
| "Foco na Missão"                                                                | 2013 | —                 |               | Muita Luz                                      |
| "Mulher"                                                                        | 2014 | 54                |               | Muita Luz                                      |
| "Enquanto Você Dormia"                                                          | 2014 | 11                |               | Foco, Força e Fé                               |
| "O Homem Que Não Tinha Nada" (part. Negra Li)                                   | 2015 | 18                |               | Foco, Força e Fé                               |
| "Elas Gostam Assim" (part. Marcelo D2)                                          | 2015 | 24                |               | Foco, Força e Fé                               |
| "Hey Irmão"                                                                     | 2015 | 97                |               | Foco, Força e Fé                               |
| "Ela Só Quer Paz"                                                               | 2016 | 65                |               | 3Fs ao Vivo                                    |
| "Faz Parte" (part. Anitta)                                                      | 2016 | 73                |               | 3Fs ao Vivo                                    |
| "Muleque de Vila"                                                               | 2016 | 85                |               | 3Fs ao Vivo                                    |
| "Rebeldia"                                                                      | 2016 | —                 |               | A Milenar Arte de Meter o Louco                |
| "Oh Meu Deus"                                                                   | 2017 | 47                | - PMB: Ouro   | A Milenar Arte de Meter o Louco                |
| "Linda" (part. Anavitória)                                                      | 2017 | 50                | - PMB: Ouro   | A Milenar Arte de Meter o Louco                |
| "Mulher Feita"                                                                  | 2018 | 66                |               | A Milenar Arte de Meter o Louco                |
| "Pique Pablo" (part. Haikaiss)                                                  | 2018 | —                 |               | Não adicionado à nenhum álbum                  |
| "Mayday"                                                                        | 2018 | —                 |               | Não adicionado à nenhum álbum                  |
| "Sr. Presidente"                                                                | 2018 | —                 |               | Não adicionado à nenhum álbum                  |
| "A Voz e o Violão"                                                              | 2018 | 28                |               | Não adicionado à nenhum álbum                  |
| "Sei Lá" (part. Vitão)                                                          | 2019 | 40                |               | Tributo aos Sonhadores I                       |
| "Celta Vermelho"                                                                | 2019 | —                 |               | Tributo aos Sonhadores I                       |
| "Qué Pasa" (part. Orishas e Mario Bautista)                                     | 2019 | 34                |               | Não adicionado à nenhum álbum                  |
| "Salmo 23"                                                                      | 2020 | —                 |               | Tempestade Numa Gota D'Água                    |
| "Ombrim"                                                                        | 2020 | 81                |               | Tempestade Numa Gota D'Água                    |
| "Sai De Rolê"                                                                   | 2020 | —                 |               | Tempestade Numa Gota D'Água                    |
| "Nossa Lei" (part. Xamã)                                                        | 2020 | —                 |               | Tempestade Numa Gota D'Água                    |
| "Dia Da Caça"                                                                   | 2020 | —                 |               | Tempestade Numa Gota D'Água                    |
| "Volta"                                                                         | 2021 |                   |               | Não adicionado à nenhum álbum                  |
| "—" denota singles que não entraram nas paradas ou não foram lançados no local. |      |                   |               |                                                |

### Como artista convidado
| "Dá Um Jeito" (DJ Nato_PK part. Projota e Rashid)                               | 2012 | —  | —  | Pau-de-Dá-em-Doido Vol. 2 |
| "É Noiz!" (A.X.L. part. Projota, Kamau, Rashid e Mattenie)                      | 2012 | —  | —  | Caos Pessoal              |
| "Se Joga" (Strike part. Projota)                                                | 2013 | —  | 15 | Nova Aurora               |
| "Cobertor" (Anitta part. Projota)                                               | 2014 | 43 | —  | Ritmo Perfeito            |
| "Tranquila" (Remix) (J Balvin part. Projota)                                    | 2015 | —  | —  | La Familia                |
| "Rescue Me" (Remix) (30 Seconds to Mars part. Projota)                          | 2018 | —  | —  | America                   |
| "—" denota singles que não entraram nas paradas musicais ou não foram lançados. |      |    |    |                           |

### Singlespromocionais
| Título                               | Ano  | Álbum                           |
| ------------------------------------ | ---- | ------------------------------- |
| "Eu Sou Livre" (part. Drik Barbosa)  | 2012 | Muita Luz                       |
| "Eu Sou Problema"                    | 2012 | Muita Luz                       |
| "Música e Letra" (part. Luiza Possi) | 2013 | Não adicionado à nenhum álbum   |
| "Antes do Meu Fim"                   | 2017 | A Milenar Arte de Meter o Louco |
| "Só os Loucos Sabem"                 | 2018 | Não adicionado à nenhum álbum   |

## Outras aparições
| Canção                     | Ano  | Outro(s) artista(s)                       | Álbum                                                                  |
| -------------------------- | ---- | ----------------------------------------- | ---------------------------------------------------------------------- |
| "Ainda Ontem"              | 2009 | Emicida, Rashid e Evandro Fióti           | Pra Quem Já Mordeu um Cachorro Por Comida, Até Que Eu Cheguei Longe... |
| "Wing Pt. 2"               | 2009 | Pentagono, DJ Primo e Flora Matos         | Pentagono                                                              |
| "Renegado"                 | 2010 | DJ Caíque e Rashid                        | Coligações Expressivas 2                                               |
| "Até o Final" (Remix)      | 2010 | Terra Preta                               | Preparado Para o Inevitável                                            |
| "A Guerra"                 | 2010 | Terra Preta                               | Preparado Para o Inevitável                                            |
| "Vamo Aí"                  | 2010 | Rashid                                    | Hora de Acordar                                                        |
| "Plantar o Bem"            | 2011 | Rashid                                    | Dádiva e Dívida                                                        |
| "Um Adeus Pro Mundo"       | 2012 | DJ Caíque                                 | Retrato (Para o Mundo)                                                 |
| "Tratamento de Choque"     | 2012 | DJ Caíque, Rashid e Lenda ZN              | Retrato (Para o Mundo)                                                 |
| "Azz Veizz"                | 2012 | DJ Caíque, Rashid e Terceira Safra        | Retrato (Para o Mundo)                                                 |
| "Sua Força É Minha Força"  | 2012 | Rashid e Terceira Safra                   | Que Assim Seja                                                         |
| "Me Ensinou"               | 2012 | Pentagono                                 | Manha                                                                  |
| "Deixo Você Ir"            | 2012 | Onze:20                                   | A Nossa Barraca                                                        |
| "Oração"                   | 2012 | Terceira Safra e Marechal                 | Seja o Que Você Quiser                                                 |
| "Antes das 06:00"          | 2013 | DBS                                       | Gordão Chefe                                                           |
| "Chelly"                   | 2013 | Alexandre Carlo                           | Quartz                                                                 |
| "Logo Mais / Citação: Rap" | 2014 | Lucas Morato                              | Muito Prazer!                                                          |
| "Pode Se Envolver "        | 2014 | Projetonave e CESRV                       | Mixtape                                                                |
| "O Carimbador Maluco"      | 2015 | Anitta                                    | Especial Globo 50 Anos                                                 |
| "Sem Chorar"               | 2015 | DJ Caíque                                 | Coligações Expressivas 3                                               |
| "Pra Jogo"                 | 2015 | MV Bill, Kmila CDD e RAPadura Xique-Chico | Monstrão                                                               |